# 3 straniere a Roma
3 straniere a Roma è un film del 1958 diretto da Claudio Gora.

## Trama
Tre giovani ragazze di Milano vanno in treno a Roma per passare il weekend di Pasqua. Mentre passeggiano per le strade della città, stanche e coi piedi doloranti, catturano l'attenzione di tre ragazzi fingendosi delle turiste straniere, per farsi accompagnare in macchina senza doversi più stancare.
La farsa continuerà per tutta la giornata fino a sera, quando i tre ragazzi scopriranno la loro identità lombarda. I tre ragazzi il giorno dopo decideranno di farla pagare loro, comportandosi in modo villano finché le ragazze si riveleranno. 
Dopo i litigi che seguiranno, giungerà il lieto fine.

## Produzione
Terzo film in ordine di uscita nelle sale cinematografiche per Claudia Cardinale, è stato girato a Roma nel 1958.

## Distribuzione
È stato distribuito nelle sale italiane a partire dal 2 novembre 1958.